# František Bílek

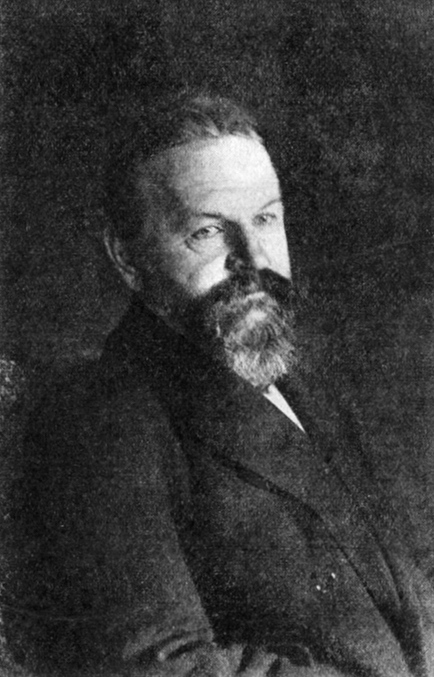
František Bílek, ca. 1931

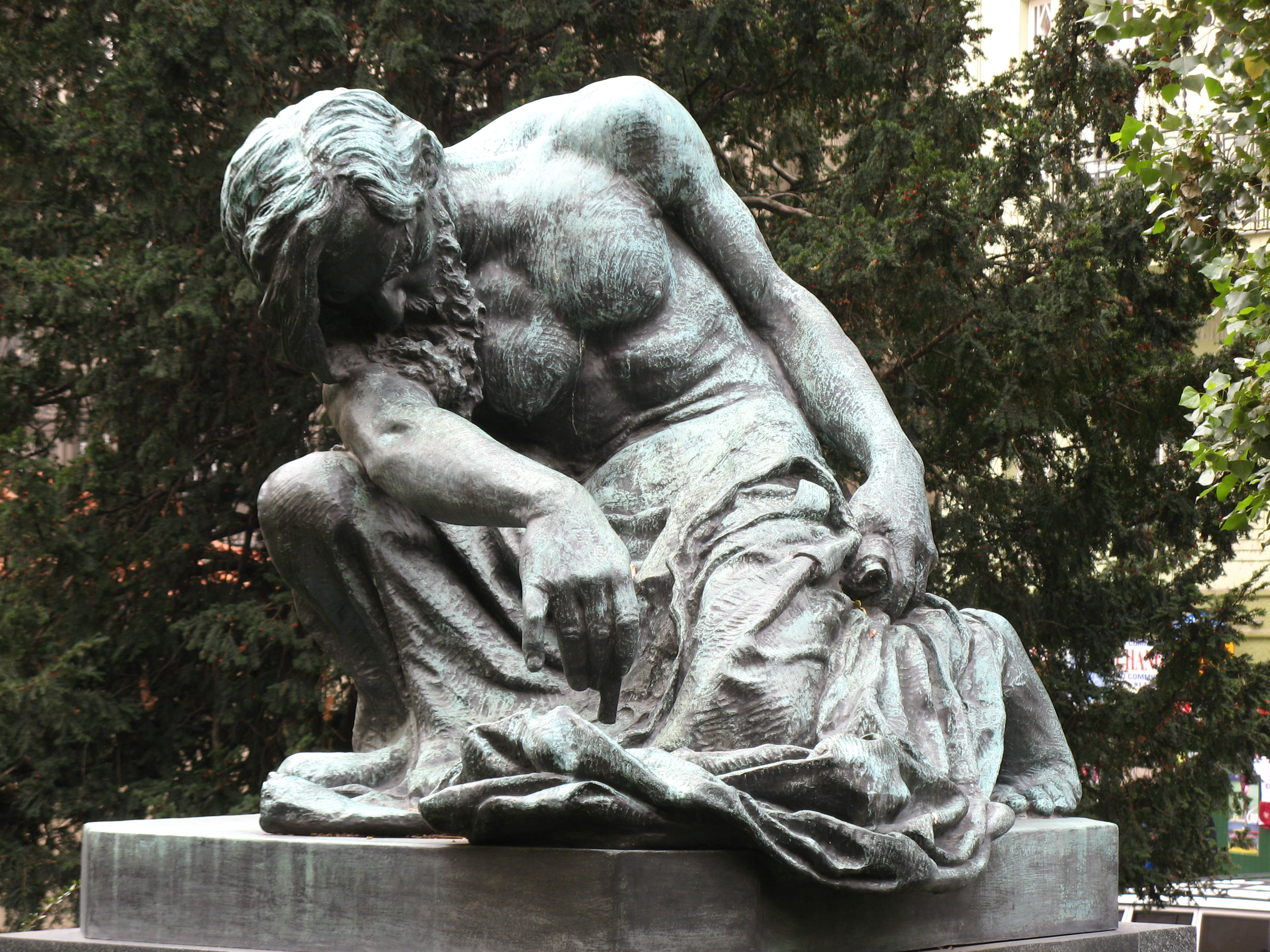
Moses (1905) in Prag

František Bílek (* 6. November 1872 in Chýnov, Österreich-Ungarn; † 13. Oktober 1941 ebenda) war ein tschechischer Bildhauer und Grafiker. Er ist einer der wichtigsten böhmischen Künstler des Symbolismus vor dem Zweiten Weltkrieg.

## Leben
František Bílek studierte in Prag und Paris. Zunächst wollte er Maler werden und begann 1887 sein Studium bei Maxmilián Pirner an der Akademie der Bildenden Künste Prag. Dabei stellte sich heraus, dass er teilweise farbenblind war. 1888 wechselte er zum Studium der Bildhauerei bei Professor Josef Mauder. Später erhielt er ein Stipendium und setzte sein Studium an der Académie Colarossi in Paris fort.
Nach dem Studium kehrte er an seinen Geburtsort zurück und baute sich dort ein Atelier, später ein zweites Haus im Prager Stadtteil Hradčany. Fortan lebte er abwechselnd in Chýnov und Prag.
1897 wurde er Mitglied der Bewegung Karolická moderna, 1909 Mitglied des tschechischen Künstlervereins (Umělecká beseda).

## Werke

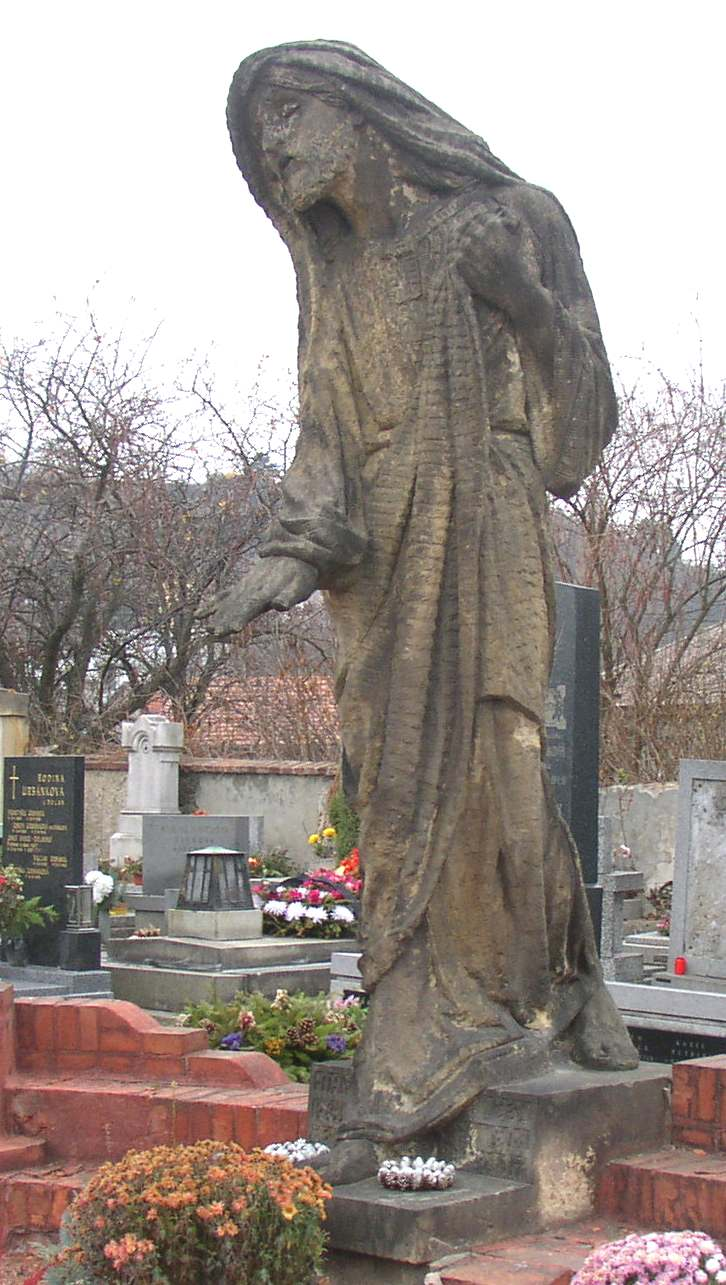
Christusstatue auf dem katholischen Friedhof von Libčice nad Vltavou, 1909

Bíleks Werk ist stilistisch mit den Werken von Ota Březina verwandt. Der spirituelle Charakter beider Künstler ging über die zeitgenössischen Konventionen hinaus. Bíleks Statuen hatten oft Bezug zur Bibel waren aber wegen ihrer detaillierten, naturalistischen Darstellung Stein des Anstoßes. Die ersten Skulpturen schuf er bereits in Paris. Nicht zur Ausführung gelangte sein Entwurf eines monumentalen Denkmals auf dem Schlachtfeld der Schlacht am Weißen Berg.
Ein Teil seines Werks wurde während des Zweiten Weltkriegs von den Deutschen zerstört.
František Bílek zeigte seine Begabung auch in der Architektur, so mit dem Entwurf seiner Villa in Prag.
Franz Kafka war 1922 einer seiner großen Bewunderer und erwähnt unter anderem seine „zweifellos unvergleichlichen Entwürfe“ zu einigen Denkmälern.

### Skulpturen
- Golgota a Orba je naší viny trest, 1892
- Orbou křížem, 1895
- Podobenstvím velkého Západu Čech 1898
- Ukřižovaný, 1897
- Strom, jenž bleskem zasažen, po věky hořel, 1901
- Slepci, 1902
- Modlitba nad hroby, 1905
- Mojžíš, 1905, Prag, Pařížská 26
- Komenský, loučící se s vlastí, 1926

### Schriften
- Der Weg (Cesta), 1909